# 安徽省地矿局
安徽省地矿局（Bureau of Geology and Mineral Exploration of Anhui province)，成立于1958年，是安徽省专门从事地质矿产及相关领域调查和研究、勘查与开发、测试及评价的省级地质工作機構。全局现有在职职工8,000余人，下辖20个地勘单位。
2011年沙坪沟钼矿详查探明，钼资源量220万吨，居亚洲第一、世界第二，实现了安徽大别山地区地质找矿的重大突破，此详查项目被中国地质学会评为2011年十大地质找矿成果。
该局境外现有五个子公司；国内现有两个矿山，其中一处矿山已初见成效；省内多地开发了数十处楼盘。

## 外部連結
- 官网
- 中行安徽省分行与安徽省地矿局签订战略合作协议[永久]